# 阿尔巴尼亚科学院
阿尔巴尼亚科学院是阿尔巴尼亚最重要的学术研究机构，创立于1972年。截至2010年，学院目前有28名院士，11名伙伴院士，26名名誉院士。学院包括两个分部，一是社会科学与阿尔巴尼亚学部，二是自然与技术科学部。此外，阿尔巴尼亚科学院还开设有技术与创新发展项目、外交及公共关系分部、图书馆和出版社。阿尔巴尼亚科学院图书馆是阿尔巴尼亚最大的学术图书馆，于1975年创立，截至1986年有8,120,000本藏书，而在创立之初仅有10,000本。